# Тавпиширка (хребет)
Тавпиширка — хребет в Украинских Карпатах, в массиве Горганы. Расположен в пределах Надворнянского района Ивано-Франковской области, западнее села Быстрица (северо-западные склоны хребта лежат в пределах Тячевского района Закарпатской области).
Максимальная высота хребта 1503 м (по другим данным — 1499,6 м), длина — ок. 9 км. Хребет простирается с северо-запада на юго-восток. Склоны крутые, на привершинных участках есть полонины, местами с каменными осыпищами. Выделяются несколько пологих вершин: Тавпиш (1450,9 м) и другие — 1455,5 м, 1464 м, 1503 м, 1366 г.
Южнее хребта расположен перевал Легионов, на северо-западе — обрыв «Ад». У подножия хребта (с северо-восточной стороны) расположен водопад Салатручиль.
Северо-западной частью хребта проходит административная граница между Ивано-Франковской и Закарпатской областями, которая до Второй мировой войны была государственной границей между Польшей и Чехословакией.
Значительная часть хребта расположена в пределах природоохранных территорий — Тавпиширковского ботанического заказника и высокогорном дендропарке (в юго-восточной части хребта).